# دم‌باریک
دَم‌باریک ابزاری است شبیه به انبردست که نوکش بلند و باریک است و برای نگه داشتن و بریدن استفاده می‌شود.
این وسیله بیشتر توسط برق کارها استفاده می‌شود و در دیگر مشاغل نیز از آن برای بریدن و قطع کردن سیم و خم کاری ظریف استفاده می‌کنند. این وسیله بسیار عالی و محکم نگه می‌دارد و به خاطر سر باریکش در محیط‌های کوچک و محیط‌های شلوغ الکتریکی بسیار سودمند است. در مکان‌هایی که لبه‌های تیز و برنده وجود دارد استفاده از این وسیله باعث آسودگی خاطر می‌شود. شکل بلند آن‌ها باعث می‌شود در مکان‌ها و حفره‌هایی که سیم‌ها (یا دیگر چیزها) در عمق آن هستند و دسترسی به آن‌ها با دست یا سایر وسایل ممکن نیست، دم‌باریک‌ها سودمند باشند.
دَم‌گِرد و دَم‌کَج از انواع دم‌باریک هستید. دم‌گرد دارای نوک دایره‌ای شکل است و برای فرم‌دادن سیم‌ها و بیرون کشیدن خارهای دایره‌ای استفاده می‌شود. دم‌کج، دم‌باریکی است که نوکش خم شده و در انواع مختلفی ساخته می‌شود و معمولاً برای قراردادن یا خارج نمودن خارهای دایره‌ای در جاهایی که نمی‌توان از دم‌باریک استفاده کرد از آن استفاده می‌شود.